# Sedum tuberosum
Sedum tuberosum är en fetbladsväxtart som beskrevs av Ernest Saint-Charles Cosson och Letourn.. Sedum tuberosum ingår i Fetknoppssläktet som ingår i familjen fetbladsväxter. Inga underarter finns listade i Catalogue of Life.